# Speed of the Stars
Speed of the Stars ist ein musikalisches Projekt der beiden Musiker Steve Kilbey (Gesang, Bass und Keyboard) und Frank Kearns (Gitarre).

## Geschichte
Frontmann und Bassist Steve Kilbey von der australischen Rock-Gruppe The Church und Frank Kearns Gitarrist der irischen Band Cactus World News hatten sich bereits Ende der 1990er Jahre zusammengefunden, um gemeinsam einige musikalische Stücke auf den Weg zu bringen. Dieses Material wurde damals jedoch auf keinem Tonträger gebannt. Nach Wiederanhören der alten Kompositionen im Jahr 2012 beschlossen die beiden Musiker daraus ein aktualisiertes und eigenständiges Werk zu machen. Wayne P. Sheehy von Cactus World News und Barton Price am Schlagzeug traten als Gastmusiker in Erscheinung. 2016 veröffentlichte man schließlich das selbstbetitelte Album Speed of the Stars. Die Musik erschien beim Independent-Label Red Coral Records. Einzelne Songs des Albums wie Back Wherever, Autumn Daze oder Heliotropic wurden später auch als eigenständige Videos bei YouTube realisiert.

## Diskografie

### Alben
- 2016: Speed of the Stars (Red Coral Records)
- 2023: Speed of the Stars (Easy Action Records, Re-Release mit Bonus-Tracks)